# Phalangium punctipes
Phalangium punctipes is een hooiwagen uit de familie echte hooiwagens (Phalangiidae).